# Umbrella
«Umbrella» és el primer senzill del tercer disc d'estudi de la cantant de Barbados Rihanna, anomenat Good Girl Gone Bad, el qual ha tingut un èxit massiu a tot el món sobretot durant els mesos d'estiu, arribant simultàniament al nº1 a les llistes de Regne Unit (on hi va romandre 10 setmanes), Estats Units, Canadà, Irlanda, Alemanya, Eslovàquia, Austràlia, Nova Zelanda, Polònia, Àustria, Bèlgica, Noruega i Suïssa.

## Vídeo
El video de la cançó ha tingut molt d'èxit arreu del món, amb més de 20 milions de visites al Youtube només entre els seus 2 vídeos més vistos, sense contar el vídeo amb més de 16 milions que hi havia que van treure per drets d'autor. A la MTV de Polònia ha estat el vídeo més posat de la història superant el Hung Up de la Madonna. A la major part de les llistes de canals musicals on ha entrat ha assolit el nº1 com a vídeo. Recentment als premis MTV Video Music Awards, Umbrella ha guanyat els premis de vídeo de l'Any i Monster Single de l'Any, on només la cançó hi tenia 5 nominacions.
Hi ha dues versions del vídeo. La versió que es va mostrar el 30 d'abril a la MTV és lleugerament diferent de la mostrada per Internet i en altres canals, ja que en la primera es poden veure efectes d'aigua contra la càmera durant la seqüència d'esquitxos.
Degut al gran èxit d'aquesta cançó, desenes d'artistes han fer 'covers' o versions d'aquesta, a part dels diversos remixos oficials de la cançó per fer promoció com el remix amb Chris Brown o el remix amb la Lil′ Mama, cosa que ambdós remixos només han estat llançats als EUA.

## Senzill
Umbrella com a senzill ha estat la cançó més reeixida de la Rihanna, arribant al nº1 a més de 35 països, a 15 dels quals hi va arribar simultàniament.
"Umbrella" ha estat la 1a cançó cantada per una dona en debutar al nº1 a la Llista de Singles del Regne unit solament amb descàrregues. Va entrar al nº1 el 20 de maig del 2007 venent 34.164 descàrregues aquella setmana. Això també li donà el seu 1r nº1 al Regne Unit, ja que Pon De Replay i S.O.S. van arribar al nº2. "Umbrella" també trencà el record de major permanència en setmanes consecutives al nº1 a les llistes britàniques durant el segle 21, romanint-hi 10 setmanes, superant l'exitós Crazy de Gnarls Barkley, el qual va romandre-hi 9 setmanes durant el 2006. La Rihanna ha esdevingut la 7a artista en la història d'aquesta llista en romandre 10 setmanes al nº1. Després d'aquestes 10 setmanes, va superar les vendes de 362.054 senzills venuts (descàrregues incloses), tot i que actualment supera els 590.000 senzills venuts allà. "Umbrella" ha estat el nº1 més llarg des de "Love Is All Around" de Wet Wet Wet el 1994 (va romandre-hi 15 setmanes).[1] El 29 de juliol del 2007, finalment va caure del nº1, al qual hi va pujar The Way I Are d'en Timbaland.
A Austràlia, el senzill entrà a la ARIA Singles Chart al nº1 on romangué 6 setmanes, esdevenint el segon nº1 de la Rihanna (després de "S.O.S."). Debutà al nº1 a la ARIA Urban Chart on hi romangué 4 setmanes. Mentre la cançó estava al capdamunt de les Llistes Urbanes, 2 cançons (S.O.S. i Unfaithful), del seu 2n àlbum A Girl Like Me, encara estaven en llista.
"Umbrella" encapçalà la llista Billboard Hot 100 del 9 de juny pujant del núm. 41 al núm. 1, en haver està posada com a descàrrega legal, i va ser descarregada 277.000 vegades als EUA, sent la setmana debut en descàrregues més alta des que el Nielsen SoundScan comancà a comptar les descàrregues el 2003. També fou el segon nº1 de la Rihanna a la llista, després de "S.O.S.". Arribà al nº1 de la United World Chart on hi ha estat 10 setmanes consecutives, en la qual ja té unes vendes de 8.614.000 (tot i que fora de la llista ja sobrepassa els 9,453,000), i ha estat la cançó més reeixida de l'any 2007 (amb 8.160.000), per davant de Say It Right (amb 7.315.000) i Big Girls Don't Cry (amb 7.201.000).
A Llatinoamèrica, el senzill debutà al nº39 a la llista Latin America Top 40, està guanyant en vendes, i de moment ha arribat al nº2, el qual ha esdevingut l'èxit més gran de la Rihanna a la regió, el seu 1r Top 10 i l'hi ha donat l'honor de ser l'únci artista de Barbados en arribar al Top 10. A Paraguai, ha arribat al nº1 mentre que a l'Equador ha arribat al nº2, convertint-se en el major èxit de la Rihanna en ambdós països. "Umbrella" ha estat el seu úinc senzill en entrar al Top Ten a la llista d'Airplay llatina on ha arribat al nº5.
A Espanya, cinc setmanes després de debutar a Els 40 Principals, ha arribat al nº1 durant 5 setmanes (les 4 primeres consecutives), havent tingut una de les pujades més ràpides en mesos. També ha arribat al nº1 a la Llista de Descàrregues durant 7 setmanes consecutives, i ha estat certificat 6x Platí amb 120.000 descàrregues. Està obtenint un fort airplay a la majoria de ràdios com Europa FM, Ràdio Flàixbac, Ràdio Marina, Euskatea Radio, Los 40 Principales i altres. "Umbrella" ha demostrat ser un dels èxits internacionals més potents a Espanya d'aquest 2007 junt amb All Good Things (Come To An End) de la Nelly Furtado.
A Romania, va pujar a la 1a posició, superant la cançó Don't Matter de l'Akon. La setmana següent l'Akon tornà al nº 1, per tornar a ser superat per la Rihanna la setmana següent. Umbrella arribà al nº1 tres setmanes no consecutives, sempre contra "Don't Matter".
D'acord amb Radio & Records, "Umbrella" és la cançó Urbana més escoltada.
El 29 de juliol de 2007, Umbrella va caure dues posicions fins al nº3 a la Llista de Senzills de Regne Unit, superada per "The Way I Are" del raper/productor "Timbaland" al nº1 i la cançó Foundations de la Kate Nash al nº2. Tot i així, romangué 10 setmanes al nº1.

## Posició a les llistes
| Llistes (2007)                   | Millor Posició  |
| -------------------------------- | --------------- |
| Austràlia ARIA Singles Chart     | 1 (6 setmanes)  |
| Àustria Singles Chart            | 1               |
| Bèlgica Singles Chart            | 1               |
| Brasil Singles Chart             | 1 (1 setmana)   |
| Canadian Hot 100                 | 1 (3 setmanes)  |
| Croàcia Singles Chart            | 1 (2 setmanes)  |
| Dinamarca Singles Chart          | 8               |
| Holanda Top 40 Singles Chart     | 2               |
| Europa Singles Chart             | 1               |
| Finlàndia Singles Chart          | 2               |
| França Top 100                   | 6               |
| Alemanya Singles Chart           | 1               |
| Grècia Singles Chart             | 4               |
| Irlanda Singles Chart            | 1 (8 setmanes)  |
| Itàlia Singles Chart             | 3               |
| Nova Zelanda RIANZ Singles Chart | 1               |
| Noruega Singles Chart            | 1               |
| Polònia Singles Chart            | 1               |
| Portugal Singles Chart<          | 1               |
| Romania Airplay Chart            | 1 (3 setmanes)  |
| Rússia Airplay Chart             | 2               |
| Suècia Singles Chart             | 2               |
| Los 40 Principales               | 1 (5 setmanes)  |
| Ràdio Flaixbac Top 30            | 1 (3 setmanes)  |
| Llista de Descàrregues d'Espanya | 1 (7 setmanes)  |
| Suïssa Singles Chart             | 1               |
| Regne Unit Singles Chart         | 1 (10 setmanes) |
| EUA Billboard Hot 100            | 1 (7 setmanes)  |
| United World Chart               | 1 (10 setmanes) |
| Eslovàquia IFPI Chart            | 1               |

## Guardons
Nominacions
- 2008: Grammy a la gravació de l'any